# Olof Pilo den yngre
Olof Pilo, född 16 juni 1718 i Runtuna församling, död 4 maj 1795 i Kall i Jämtland, var en svensk lackerare, konterfejare och kyrkomålare.

## Biografi
Olof Pilo var son till Olof Pijhlou och Segred Schepner (1701–1735) som var dotter till Erik Magnusson Schepner, samt gift första gången 1762 med Helena Christina Schartau (1728–1787) som var dotter till kyrkoherden Jöns Schartau och andra gången med Anna Chatharina Elsterman. Han var far till fältskären Carl Gustaf Pilo och slottsträdgårdsmästaren Erik Johan Pilo samt bror till porträttmålaren Jöns Pilo och hovmålaren Carl Gustaf Pilo.
Pilo fick sin utbildning till målare genom arbetet han utförde tillsammans med sin far. Familjen Pilo flyttade runt mellan orterna i södra Sverige där han fick sina uppdrag. Bland annat dekorationsmålade han 1745 Finja kyrka i Skåne.
Efter att han blivit änkeman flyttade han från Pilshult i Skåne till sin son och vistades på fältskärsbostället i Sölvsved, där han försörjde sig med måleriarbeten av olika sag, bland annat dekorationsmålade han alla rum i Sparrmans inspektorsbostad i Huså. 
Olof Pilo den yngre ligger begravd på Kalls kyrkogård och i församlingens dödsbok har prästen fört in att han fört en exemplarisk lefnad i 79 år och 4 weckor.

## Källa
- Huså bruks historia, av Gösta Ullberg, sid 580-581, Libris 7756397